# Marion Byron
Marion Byron, pseudonimo di Miriam Bilenkin (Dayton, 16 marzo 1911 – Santa Monica, 5 luglio 1985), è stata un'attrice statunitense.

## Biografia
Esordì nel 1928 nel film Io... e il ciclone di Buster Keaton, seguito da Plastered in Paris di Benjamin Stoloff. Dotata di spirito comico, recitò nelle farse dirette da Hal Roach, dal quale fu a volte posta a confronto con l'imponente Anita Garvin per far risaltare la sua minuta conformazione – era per questo soprannominata “nocciolina”.
Con il sonoro interpretò parti secondarie prevalentemente in commedie e musical fino alla prima metà degli anni trenta. Al 1938 risale il suo ultimo film, Five of a Kind, sceneggiato dal marito Lou Breslow, sposato nel 1932, dal quale ebbe due figli.
Marion Byron morì nel 1985 e fu sepolta nell'Hillside Memorial Park di Culver City.

## Filmografia parziale
- Io... e il ciclone (1928)
- Plastered in Paris (1928)
- A Pair of Tights (1928)
- Ragazze d'America (1929)
- Sette anni di gioia (1929)

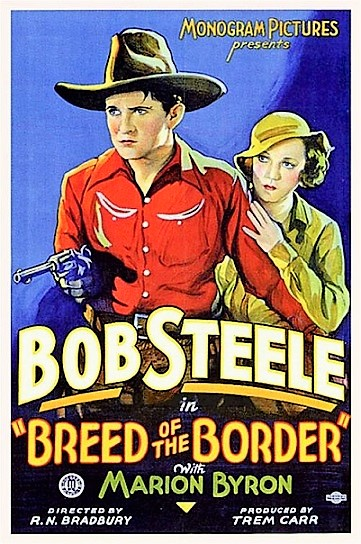
Poster del film Breed of the Border

- So Long Letty, regia di Lloyd Bacon (1929)
- The Forward Pass (1929)
- Rivista delle nazioni (The Show of Shows), regia di John G. Adolfi (1929)
- Vertigine del lusso (1930)
- Song of the West (1930)
- Golden Dawn (1930)
- The Matrimonial Bed (1930)
- The Bad Man (1930)
- Girls Demand Excitement (1931)
- Children of Dreams (1931)
- The Campus Flirt (1926)
- The Heart of New York (1932)
- Breed of the Border, regia di Robert N. Bradbury
- Gift of Gab (1934)
- Swellhead (1935)
- Five of a Kind (1938)